# Philisidae
Philisidae es una familia extinta de murciélagos del suborden Microchiroptera que vivieron entre el Eoceno y el Mioceno superior en lo que ahora es África.

## Géneros
Se conocen los siguientes:
- †Dizzya Sigé, 1991
- †Philisis Sigé, 1985 (tipo)
- †Scotophilisis Horáček, Fejfar & Hulva, 2006
- †Vampyravus Schlosser, 1910
- †Witwatia Gunnell et al., 2008